# 循环系统

人类循环系统正视简图，红色为动脉，蓝色为静脉。

以動畫方式說明典型的人體紅血球循環系統。此動畫是在實際測量時間（20秒一週期）下，既呈現出紅血球在進入微血管後變形，且表現沿循環系統的含氧量變色。

循环系统（circulatory system）是使血液流动循环，把摄取的营养和体内产生的激素等输送到全身各处，以及进行气体交换并将细胞代谢所产生的废物排出等构造组成的的生物系統。循环系统包含血液和心血管系統（cardiovascular system）；但在广义上，循环系统与心血管系統两术语可作同义词，常交替使用。
循环系统在抵抗疾病、維持体温和使体内pH值之动态平衡亦有所作用。有關血液流動的研究稱為血液動力學，有關血液流動特性的研究稱為血液流变学。
更廣義的循环系统含盖了“循環血液的心血管系統”及“循環淋巴的淋巴系統”，亦即广义上，循环系统是驱使血液或淋巴流动而将营养和激素等输送到全身各处，且具有进行气体交换、代谢废物排出等功能的构造所组成的系统；在动物中，又分闭管式和开管式两种循环系统。
心血管系統和淋巴系統是二個獨立的系統，淋巴的長度較血管要長很多。血液中包括血漿、紅血球、白血球及血小板，由心臟及血管循環全身，傳送氧氣、養份到各細胞，也從各細胞回收代謝廢物。淋巴本質上是過剩的血漿，由组织液中經毛細血管過濾，之後回到淋巴系統。心血管系統由血液、心臟及血管組成。淋巴系統由淋巴、淋巴結及淋巴管組成，從组织液中過濾血漿，即為淋巴。循环系统分为两部分：体循环和肺循环。

## 分類
包括人類在內的脊椎动物其循环系统（心血管系統）為闭鎖式循环系统，血液只在心臟及血管（包括動脈、靜脈及微血管）形成的網路中流動。有些無脊椎動物有开放式循环系统（心血管系統）。而淋巴系統屬於开放式循环系统，有輔助路徑讓多餘組織液回到血液中，其堵塞常引起水肿。更簡單的動物無專門循环系统。

### 无循环系统
一个无循环系统的动物的例子是涡虫纲（扁形动物门）。它们的体腔没有血液。它们的口直通错综复杂的肠道。因其体积小而消化道有大量分枝，消化的物质可扩散到所有细胞中，氧气也可从水中扩散至其细胞，故无需循环系统，每个细胞也能获得营养、水和氧气。细菌等原核生物也没有循环系统。

### 開放式循环系统
大型软体动物(头足纲除外)和节肢动物体内氧气运输主要借助组织液，其中含有大量血蓝蛋白(鱟科毒性来源)，其也在节肢动物免疫系统中发挥作用。小型节肢动物如剑水蚤科和部分昆虫无血蓝蛋白，凭借遍布全身的呼吸系统完成气体交换。
淋巴系統可视为开放的循环系统，淋巴主要由水、无机盐（主要是Na+、Cl-、K+、Mg2+和Ca2+）和有机化合物（主要是碳水化合物、蛋白质和脂類）组成，用来回收过剩组织液并容纳免疫细胞。

### 閉鎖式循环系统
循环系统主要由心脏、血液和血管组成。所有脊椎動物，以及环节动物（例如蚯蚓）和头足动物（如乌贼和章鱼）的循環系統都是閉循環系統，血液不會離開血管，包括动脉、毛细血管和静脉。
鱼、两栖动物、爬行动物、鸟和哺乳动物顯示演化的不同階段。

#### 哺乳动物循环
贫氧血由两个主要的静脉收集：上腔静脉和下腔静脉。上腔静脉和下腔静脉中的血液进入右心房。带血液回到心脏自身的冠状窦也把血液输送到右心房。右心房是两个心房中比较大的一个，因为它需要装下从身体中流入的更大量的血液（对于从肺中流入的血液量来说）。血液然后通过三尖瓣被泵入右心室。然后血液从右心室经由半月瓣膜泵入肺动脉，进入肺中（在这里它被氧化），然后进入肺静脉。富氧血接着进入左心房。血液然后通过二瓣膜（又叫冠状瓣膜）进入左心室。左心室比右心室更厚更强壮，因为他要把血液泵到全身（体循环）。从左心室，血液经由半月瓣膜泵到大动脉。一旦血液进入体循环，贫氧血将再次被收集到主静脉中（最后到上下腔静脉），然后重复上述过程。

## 發育
循环系统的發育是由胚胎的血管發生開始。人體的動脈及靜脈是由胚胎的不同部位生成。動脈主要是由主動脈弓開始發育，是位在胚胎上方的六對動脈弓。静脉系统是在人類胚胎發育第4-8週時由三个双边靜脈開始。胎儿循环從發育的第八週開始，胎儿循环不包括肺，經由動脈幹跳過肺的循環。胎兒在出生前，是由母體透過胎盤及脐带提供氧氣及營養。

### 動脈發育
人體的動脈是自胚胎的第四週開始，由主動脈弓及背主動脈發育。第一及第二主動脈弓退化，只形成上頜動脈及鐙骨動脈。動脈系統是由第三、第四及第六主動脈弓發育而來（第五主動脈弓完全退化）。
背主動脈位置在胚胎的背部，一開始是在胚胎的兩側，之後會發育成動脈的基礎。幾乎有三十條較小的背部及兩側的動脈會從這裡發育。這些分支會形成肋間動脈、手臂和腿的動脈、腰動脈及骶外側的動脈。分支背部的動脈會形成腎動脈、腎上腺動脈和性腺動脈。最後正面的動脈分支會形成卵黃動脈及臍動脈。卵黃動脈形成消化道的腹腔動脈、腸系膜上動脈及腸系膜下動脈。在出生後，臍動脈將形成髂內動脈。

### 靜脈發育
人類的靜脈系統是由卵黃靜脈、尿囊靜脈及主靜脈開始發育。

## 臨床重要性
許多疾病會影響循環系統，包括影響血管系統的心血管疾病，以及影響淋巴系統的淋巴疾病。心臟病學是和心臟有關醫學的研究，胸腔外科學是專門針對心臟及周圍部位的外科手術研究。血管外科則是針對其他血管部位的外科手術研究。

### 健康和疾病
心血管疾病，又稱為循環系統疾病、迴圈系統疾病，是一系列涉及循環系統的疾病。心血管疾病包括：心臟病、低血壓、高血壓、高血糖症、中風、心肌梗死、血栓、動脈硬化等。
心血管疾病可以細分為急性和慢性。心血管疾病一般會稱為生活形態疾病，因為疾病多半是緩慢發展，而且和個人運動、飲食、是否吸煙等生活習慣有關。許多的心血管疾病與動脈硬化有關，是小的粉瘤附著大或中的動脈血管壁，最後會破裂，造成動脈的堵塞。這也是急性冠狀動脈綜合症的危險因子。動脈硬化也和動脈瘤之類的問題有關。
另一種主要的心血管疾病為血栓，可能會在動脈或是靜脈上出現。深静脉血栓大部份會在腿部出現，若長時間久坐，容易出現此症狀。血栓可能會脫落，形成活動的栓子，也會移動到身體的其他部位，可能會造成肺栓塞、短暂性脑缺血发作或是中風。
上述疾病都有著相似的病因、病發過程及治療方法。心血管疾病、淋巴结肿大等在内的疾病影响着循环系统。心脏病学家是专门研究心脏的医学专家，而心胸外科医生则专门研究心脏及其周围区域的手术，血管外科医生专注于循环系统的其他部位。心血管疾病是由心臟學家、胸部外科醫生、血管外科醫生、神經學家及介入性影像學家來治療。這些專業範疇有著一定的重疊，有時須要不同學科的專家一起來完成某些步驟。
超過7千1百萬的美國人有著心血管問題，而其他西方國家同樣面對日益高企的心血管疾病數字。它是美國及大部份歐洲國家的頭號殺手。當心臟問題出現時，往往其病因（動脈硬化）已經發展了接近十年的時間。所以現時強調防止動脈硬化的方法，如健康飲食、體育運動及避免吸煙等。
心血管疾病也可能是先天的，例如先天性心臟病或是持續性胎循環，後者是指一些在出生後循环系统應該要有的變化並非如預期出現。也不是所有的先天循環系統變異都屬於疾病，大部份只是解剖變異而已。
虽然血液循环问题经常用药物治疗，但摄入某些食物也能改善血液流动性。常见的促进血液循环的食物有：辣椒粉、石榴、洋葱、肉桂、大蒜、姜黄、甜菜及核桃等。

### 测量技术

迷走鎖骨下動脈的磁共振血管造影術。

循环系统及其器官的機能的健康情形可以用許多人工方式或是機器來量測。其中有許多簡單的步驟已是心血管檢查中的一部份，包括用脉搏计量測脉搏以得知心臟跳動頻率（心率）、用血压计量測血壓、或是用聽診器聽心臟雜音，可以檢測出一些心瓣的問題。心电图也可以記錄心臟的電生理活動。
也有一些侵入式的檢查方式，例如可以將插管或導管置入動脈中來量測脈壓或肺動脈楔壓。血管造影術是將染料注射到動脈中，以產生可以看到的動脈樹，可以用在心臟（心導管檢查）或是大腦中。在血管可視化的同時，血管堵塞或窄化可以用置入支架來治療，而出血問題可以用置入血管內線圈來改善。核磁共振也可以用在血管視覺化，稱為磁共振血管造影。胸部血管造影可以評估肺部血液流動的情形
檢查也會用到超音波來確認血管是否健康，頸動脈的杜卜勒超音波檢查可以看頸動脈是否窄化，而下肢静脉超声可以看腿部是否有形成血栓。

### 手術
有許多手術和循环系统有關，包括冠状动脉旁路移植、血管再成形術中用的冠狀動脈支架、靜脈剝脫術等。
循环系统的手術大部份會在住院部門進行，比較少在門診部門進行。在美國，只有28%循环系统的手術是在門診部門進行。

## 历史
在公元前十六世紀的《埃伯斯纸草卷》，是古埃及醫學著作，其中有700处方和补救措施，有生理的，也有靈性的。在古医籍中有提到心臟及動脈之間的連接。埃及人認為空氣由嘴巴進入體內，再進入心臟及肺臟。空氣再由心臟開始，經血管到身體的各個部位。雖然對於循环系统的概念只有部份正確，這是早期科學思考的證據之一。
約公元前4世纪，希波克拉底学派的物理學家發現心臟瓣膜。
公元2世纪，古罗马医生盖伦发现动脉里有血液，并认为人体心室里右心室的血液可通过小孔进入左心室。
在中国两千多年前，《黄帝内经》写到“诸血皆归于心”“经脉流血不止，周环不休”。
16世纪，科学家发现心室没有小孔，而是通过肺部到达左心室。
17世纪，英国医生威廉·哈维根据实验，证实了动物体内的血液循环现象，并阐明了心脏在循环过程中的作用，指出血液受心脏推动，沿着动脉血管流向全身各部，再沿着静脉血管返回心脏，环流不息。他还测定过心脏每博的输出量。
安德烈·弗雷德里克·考南德、沃纳·福斯曼及迪金森·伍德拉夫·理查兹因為「發明心臟導管術和發現循環系統的病態變化」，在1956年獲得了諾貝爾醫學獎。